# Казе спарсе ди Монтичело (Новара)
Казе спарсе ди Монтичело је насеље у Италији у округу Новара, региону Пијемонт.
Према процени из 2011. у насељу је живело 35 становника. Насеље се налази на надморској висини од 126 м.